# Oberthuerella lenticularis
Oberthuerella lenticularis (лат.) — вид перепончатокрылых насекомых из семейства лиоптериды. Встречаются в Афротропике.

## Распространение
Кот-д’Ивуар, Мадагаскар, Малави, Южная Африка.

## Описание
Длина около 1 см. Окраска головы и мезосомы от черной до темно-коричневой; метасома и ноги желто-оранжевые. Скульптура на темени, латеральной поверхности переднеспинки и мезоскутума присутствует, глубоко ямочная латерально на голове, переднеспинке; глубоко горизонтально полосатая на мезоскутуме. Жгутик усика самки 11-члениковый. Скутеллярный шип равен по длине петиолю. Брюшко гладкое, голое, блестящее.  Боковая поверхность переднеспинки и спинная часть мезоскутеллюма с микроямками, голени задних ног короче задних бёдер. Брюшко стебельчатое, прикреплено выше основания задних тазиков.
Биология не изучена. Предположительно паразитирует на живущих в древесине личинках насекомых, таких как жуки-златки или на личинках рогохвостов Siricidae.